# Operațiunea Maslenica
Operațiunea Maslenica a fost o ofensivă a armatei croate lansată în ianuarie 1993 pentru a recuceri teritoriul din Dalmația de Nord și Lika de la forțele sârbe Krajina (ARSK), cu obiectivul militar declarat de a împinge sârbii din apropierea localităților Zadar, Maslenica și Karlobag, pentru a se crea un traseu sigur între Dalmația și nordul Croației. În timp ce au avut un succes tactic îndoielnic (frontul s-a schimbat în favoarea Croației și pierderile militare sârbe le-au depășit cu mult pe cele ale croaților), operațiunea a fost doar un succes strategic moderat și a fost condamnată de Consiliul de Securitate al ONU.